# Fucus spiralis
Fucus spiralis es una especie de alga parda (Heterokontophyta, Phaeophyceae), que vive en el litoral de las costas atlánticas de Europa y Norteamérica.  Es similar a F. vesiculosus y a F. serratus, las otras especies comunes de Fucus de las costas de Europa. F. spiralis es de color marrón-oliva, crece hasta 30 cm de longitud y se ramifica dicotómicamente de forma ligeramente irregular. El pie es discoide. Las frondes son planas, correosas, con nervio central y suelen retorcerse en espiral sin borde aserrado, como sucede en F. serratus y sin vesículas de gas como en F. vesiculosus.

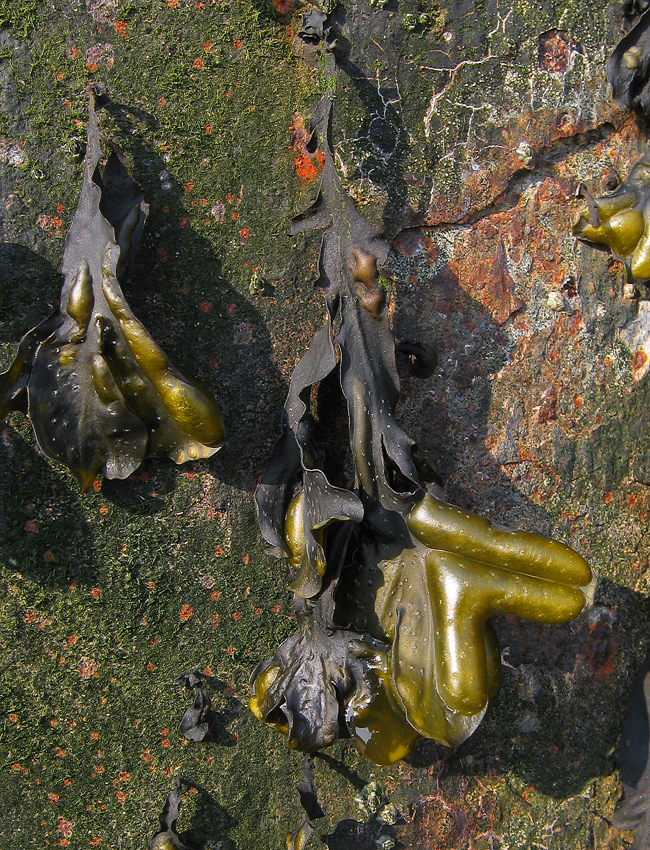
Fucus spiralis var. platycarpus.

## Ciclo vital
Los órganos reproductivos tienen forma redondeada y forman hinchazones sobre las ramas, usualmente a pares.  En los conceptáculos, después de la meiosis, se producen oogonios y anteridios que luego son liberados. Se realiza la fertilización y el zigoto se desarrolla directamente en una planta que constituye el esporófito diploide.

## Distribución
Común en las costas occidentales de Europa, Islas Canarias y Este de Norteamérica. Estas tres especies, F. spiralis, F. vesiculosus y F. serratus junto con otras dos, Pelvetia canaliculata, Ascophyllum nodosum, son las formas dominantes en las costas rocosas de las islas británicas.